# Uniontown (Kansas)
Uniontown és una població dels Estats Units a l'estat de Kansas. Segons el cens del 2000 tenia 288 habitants.

## Demografia
Segons el cens del 2000, Uniontown tenia 288 habitants, 120 habitatges, i 72 famílies. La densitat de població era de 505,4 habitants/km².
Dels 120 habitatges en un 28,3% hi vivien nens de menys de 18 anys, en un 46,7% hi vivien parelles casades, en un 10,8% dones solteres, i en un 40% no eren unitats familiars. En el 38,3% dels habitatges hi vivien persones soles el 22,5% de les quals corresponia a persones de 65 anys o més que vivien soles. El nombre mitjà de persones vivint en cada habitatge era de 2,24 i el nombre mitjà de persones que vivien en cada família era de 2,97.
Per edats la població es repartia de la següent manera: un 24,7% tenia menys de 18 anys, un 9,4% entre 18 i 24, un 16,3% entre 25 i 44, un 22,2% de 45 a 60 i un 27,4% 65 anys o més.
L'edat mediana era de 45 anys. Per cada 100 dones de 18 o més anys hi havia 82,4 homes.
La renda mediana per habitatge era de 25.417 $ i la renda mediana per família de 33.229 $. Els homes tenien una renda mediana de 21.667 $ mentre que les dones 19.464 $. La renda per capita de la població era de 13.283 $. Entorn del 12,3% de les famílies i el 14,1% de la població estaven per davall del llindar de pobresa.

## Poblacions més properes
El següent diagrama mostra les poblacions més properes.